# Dania na Letnich Igrzyskach Olimpijskich 1924

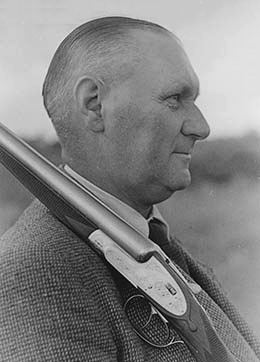
Niels Larsen, zdobywca brązowego medalu

Danię na Letnich Igrzyskach Olimpijskich 1924 reprezentowało 89 zawodników: 77 mężczyzn i 12 kobiet. Był to 6. start reprezentacji Danii na letnich igrzyskach olimpijskich.
Najmłodszym duńskim zawodnikiem na tych igrzyskach była 14-letnia pływaczka, Agnete Olsen, a najstarszym 57-letni strzelec, Anders Peter Nielsen.

## Zdobyte medale
| Medal    | Zawodnik                                 | Dyscyplina    | Konkurencja                  | Data       |
| -------- | ---------------------------------------- | ------------- | ---------------------------- | ---------- |
| · Złoto  | Hans Jacob Nielsen                       | · Boks        | Waga lekka mężczyzn          | 20 lipca   |
| · Złoto  | Ellen Osiier                             | · Szermierka  | Floret indywidualnie kobiet  | 4 lipca    |
| · Srebro | Thyge Petersen                           | · Boks        | Waga półciężka mężczyzn      | 20 lipca   |
| · Srebro | Søren Petersen                           | · Boks        | Waga ciężka mężczyzn         | 20 lipca   |
| · Srebro | Edmund Hansen Willy Hansen               | · Kolarstwo   | Tandemy mężczyzn             | 27 lipca   |
| · Srebro | Frode Kirkebjerg                         | · Jeździectwo | WKKW indywidualnie           | 26 lipca   |
| · Srebro | Knud Degn Christian Nielsen Vilhelm Vett | · Żeglarstwo  | Klasa 6 metrów               | 26 lipca   |
| · Brąz   | Grete Heckscher                          | · Szermierka  | Floret indywidualnie kobiet  | 4 lipca    |
| · Brąz   | Niels Larsen                             | · Strzelectwo | Karabin dowolny leżąc, 600 m | 27 czerwca |

## Skład kadry

### Boks
| Zawodnik         | Konkurencja     | 1/16                  | 1/8                  | Ćwierćfinał         | Półfinał              | Finał             | Finał   |
| Zawodnik         | Konkurencja     | Przeciwnik Wynik      | Przeciwnik Wynik     | Przeciwnik Wynik    | Przeciwnik Wynik      | Przeciwnik Wynik  | Miejsce |
| ---------------- | --------------- | --------------------- | -------------------- | ------------------- | --------------------- | ----------------- | ------- |
| Hans Nielsen     | waga lekka      | Zorobabel Rodríguez W | Richard Savignac W   | Haakon Hansen W     | Frederick Boylstein W | Alfredo Copello W | złoto   |
| Charles Petersen | waga lekka      | Grégoire Laurent W    | Richard Savignac P   | NQ                  | NQ                    | NQ                | 9.      |
| Andreas Petersen | waga półśrednia | Emanuil Gneftos W     | Héctor Méndez P      | NQ                  | NQ                    | NQ                | 9.      |
| Harald Nielsen   | waga półśrednia | Giuseppe Oldani P     | NQ                   | NQ                  | NQ                    | NQ                | 17.     |
| Thyge Petersen   | waga półciężka  | Arturo Rodríguez W    | Jan Gerbich W        | George Mulholland W | Sverre Sørsdal W      | Harry Mitchell P  | srebro  |
| Carl Lindberg    | waga półciężka  | N/A                   | Carlo Saraudi P      | NQ                  | NQ                    | NQ                | 9.      |
| Søren Petersen   | waga ciężka     | N/A                   | Carlo Scotti W       | Arthur Clifton W    | Henk de Best W        | Otto von Porat P  | srebro  |
| Robert Larsen    | waga ciężka     | N/A                   | Tomasz Konarzewski W | Henk de Best P      | NQ                    | NQ                | 5.      |

### Jeździectwo
| Konkurencja        | Zawodnik         | Koń    | Ujeżdżenie | Próba terenowa | Skoki | Razem  | Pozycja |
| ------------------ | ---------------- | ------ | ---------- | -------------- | ----- | ------ | ------- |
| WKKW indywidualnie | Frode Kirkebjerg | Meteor | 164        | 1409,5         | 280   | 1853,5 | srebro  |

### Kolarstwo

#### Kolarstwo szosowe
| Zawodnik           | Konkurencja                    | Czas | Pozycja |
| ------------------ | ------------------------------ | ---- | ------- |
| Ahrensborg Clausen | jazda indywidualna na czas (m) |      | 38.     |
| Erik Andersen      | jazda indywidualna na czas (m) | DNF  | DNF     |

#### Kolarstwo torowe
| Konkurencja                     | Zawodnik                                                      | Eliminacje                           | Eliminacje | Eliminacje | Repasaże                           | Repasaże | Repasaże | Ćwierćfinał                | Ćwierćfinał | Ćwierćfinał | Repasaże                                         | Repasaże | Repasaże | Półfinały                        | Półfinały | Półfinały | Finał                                                                   | Finał | Finał   | Pozycja |
| Konkurencja                     | Zawodnik                                                      | Przeciwnik                           | Czas       | Miejsce    | Przeciwnik                         | Czas     | Miejsce  | Przeciwnik                 | Czas        | Miejsce     | Przeciwnik                                       | Czas     | Miejsce  | Przeciwnik                       | Czas      | Miejsce   | Przeciwnik                                                              | Czas  | Miejsce | Pozycja |
| ------------------------------- | ------------------------------------------------------------- | ------------------------------------ | ---------- | ---------- | ---------------------------------- | -------- | -------- | -------------------------- | ----------- | ----------- | ------------------------------------------------ | -------- | -------- | -------------------------------- | --------- | --------- | ----------------------------------------------------------------------- | ----- | ------- | ------- |
| sprint                          | Oscar Guldager                                                | Herbert Fuller                       | b.d        | 2.         | Artūrs Zeiberliņš Eugenio Gret     | b.d      | 1.       | Lucien Michard George Owen | b.d         | 2.          | William Fenn William Coppins Franciszek Szymczyk | b.d      | 1.       | Jaap Meijer Francesco Del Grosso | b.d       | 2.        | NQ                                                                      |       |         |         |
| sprint                          | Willy Falck Hansen                                            | William Coppins Boris Dimczew        | b.d.       | 2.         | Julio Polet Francsco Juillet Culán | b.d      | 1.       | Jaap Meijer Miloš Knobloch | b.d         | 2.          | Guglielmo Bossi Maurice Peeters Miloš Knobloch   | b.d      | 3.       | NQ                               | NQ        | NQ        | NQ                                                                      | NQ    | NQ      | NQ      |
| tandemy                         | Willy Falck Hansen Edmund Hansen                              | Frederick Habberfield, Thomas Harvey | 12,8       | 1.         | N/A                                | N/A      | N/A      | N/A                        | N/A         | N/A         | N/A                                              | N/A      | N/A      | N/A                              | N/A       | N/A       | Lucien Choury, Jean Cugnot Gerard Bosch van Drakestein, Maurice Peeters | b.d   | 2.      | srebro  |
| wyścig na dochodzenie drużynowy | Willy Falck Hansen Oscar Guldager Edmund Hansen Erik Kjeldsen |                                      | 5:27,6     | 1.         | N/A                                | N/A      | N/A      | Włochy                     | DNS         | DNS         | N/A                                              | N/A      | N/A      | NQ                               | NQ        | NQ        | NQ                                                                      | NQ    | NQ      | 6.      |
| 50 km                           | Willy Falck Hansen                                            | N/A                                  | N/A        | N/A        | N/A                                | N/A      | N/A      | N/A                        | N/A         | N/A         | N/A                                              | N/A      | N/A      | N/A                              | N/A       | N/A       | N/A                                                                     | DNF   | DNF     |         |
| 50 km                           | Edmund Hansen                                                 | N/A                                  | N/A        | N/A        | N/A                                | N/A      | N/A      | N/A                        | N/A         | N/A         | N/A                                              | N/A      | N/A      | N/A                              | N/A       | N/A       | N/A                                                                     | b.d   | b.d     |         |

### Lekkoatletyka
Konkurencje biegowe
| Konkurencja                 | Zawodnik                                              | Eliminacje | Eliminacje | Ćwierćfinał | Ćwierćfinał | Półfinał | Półfinał | Finał     | Finał   |
| Konkurencja                 | Zawodnik                                              | Wynik      | Miejsce    | Wynik       | Miejsce     | Wynik    | Miejsce  | Wynik     | Miejsce |
| --------------------------- | ----------------------------------------------------- | ---------- | ---------- | ----------- | ----------- | -------- | -------- | --------- | ------- |
| 100 m                       | Mogens Truelsen                                       | b.d        | 3.         | NQ          | NQ          | NQ       | NQ       | NQ        | NQ      |
| 100 m                       | Poul Schiang                                          | 11,5       | 4.         | NQ          | NQ          | NQ       | NQ       | NQ        | NQ      |
| 200 m                       | Mogens Truelsen                                       | b.d        | 4.         | NQ          | NQ          | NQ       | NQ       | NQ        | NQ      |
| 400 m                       | Kai Jensen                                            | 50,9       | 2.         | b.d         | 5.          | NQ       | NQ       | NQ        | NQ      |
| 800 m                       | Kai Jensen                                            | 1:58,4     | 1.         | N/A         | N/A         | b.d      | 5.       | NQ        | NQ      |
| 800 m                       | Albert Larsen                                         | 1:58,8     | 3.         | N/A         | N/A         | 2:00,2   | 8.       | NQ        | NQ      |
| 1500 m                      | Albert Larsen                                         | N/A        | N/A        | N/A         | N/A         | 4:11,5   | 3.       | NQ        | NQ      |
| 110 m przez płotki          | Henri Thorsen                                         | 16,0       | 1.         | N/A         | N/A         | 15,7     | 5.       | NQ        | NQ      |
| 110 m przez płotki          | Louis Lundgren                                        | b.d        | 3.         | N/A         | N/A         | NQ       | NQ       | NQ        | NQ      |
| 400 m przez płotki          | Henri Thorsen                                         | 57,2       | 2.         | N/A         | N/A         | 57,3     | 6.       | NQ        | NQ      |
| 400 m przez płotki          | Louis Lundgren                                        | 56,0       | 3.         | N/A         | N/A         | NQ       | NQ       | NQ        | NQ      |
| sztafeta 4 × 100 m mężczyzn | Kai Jensen Poul Schiang Henri Thorsen Mogens Truelsen | 44,0       | 2.         | N/A         | N/A         | 43,8     | 4.       | NQ        | NQ      |
| maraton                     | Axel Jensen                                           | NQ         | NQ         | NQ          | NQ          | NQ       | NQ       | 2:58:44,8 | 11.     |

Konkurencje techniczne
| Konkurencja   | Zawodnik       | Eliminacje | Eliminacje | Finał | Finał   |
| Konkurencja   | Zawodnik       | Wynik      | Miejsce    | Wynik | Miejsce |
| ------------- | -------------- | ---------- | ---------- | ----- | ------- |
| skok o tyczce | Henry Petersen | 3,66       | 1.         | 3,90  | 4.      |
| rzut dyskiem  | Karl Jensen    | 39,78      | 13.        | NQ    | NQ      |
| rzut młotem   | Karl Jensen    | 36,265     | 11.        | NQ    | NQ      |

### Pięciobój nowoczesny
| Zawodnik           | Konkurencja   | Strzelanie | Strzelanie | Strzelanie | Pływanie | Pływanie | Pływanie | Szermierka | Szermierka | Jazda konna | Jazda konna | Jazda konna | Bieg przełajowy | Bieg przełajowy | Bieg przełajowy | Suma punktów | Pozycja |
| Zawodnik           | Konkurencja   | Wynik      | M.         | Punkty     | Czas     | M.       | Punkty   | M.         | Punkty     | Kary        | M.          | Punkty      | Czas            | M.              | Punkty          | Suma punktów | Pozycja |
| ------------------ | ------------- | ---------- | ---------- | ---------- | -------- | -------- | -------- | ---------- | ---------- | ----------- | ----------- | ----------- | --------------- | --------------- | --------------- | ------------ | ------- |
| Otto Olsen         | indywidualnie | 186        | 1.         | 1          | 7:43,6   | 32.      | 32       | 8.         | 8          | 76          | 29.         | 29          | 14:12,0         | 16.             | 16              | 86           | 15.     |
| Helge Jensen       | indywidualnie | 183        | 2.         | 2          | 6:24,8   | 19.      | 19       | 11.        | 11,5       | 125         | 9.          | 9,5         | 14:19,0         | 19.             | 19              | 61           | 6.      |
| Marius Christensen | indywidualnie | 170        | 12.        | 12         | 6:02,4   | 10.      | 10       | 4.         | 4          | 94,5        | 24.         | 24          | 16:30,0         | 35.             | 35              | 85           | 14.     |

### Pływanie
Kobiety
| Konkurencja        | Zawodnik                                                          | Eliminacje | Eliminacje | Półfinał | Półfinał | Finał  | Finał   |
| Konkurencja        | Zawodnik                                                          | Czas       | Miejsce    | Czas     | Miejsce  | Czas   | Miejsce |
| ------------------ | ----------------------------------------------------------------- | ---------- | ---------- | -------- | -------- | ------ | ------- |
| 100 m dowolnym     | Agnete Olsen                                                      | 1:23,0     | 3.         | NQ       | NQ       | NQ     | NQ      |
| 100 m dowolnym     | Hedevig Rasmussen                                                 | 1:22,4     | 3.         | NQ       | NQ       | NQ     | NQ      |
| 100 m dowolnym     | Karen Maud Rasmussen                                              | 1:29,0     | 5.         | NQ       | NQ       | NQ     | NQ      |
| 400 m dowolnym     | Hedevig Rasmussen                                                 | 6:58,2     | 3.         | 6:55,2   | 4.       | NQ     | NQ      |
| 400 m dowolnym     | Vibeke Møller                                                     | 7:02,2     | 3.         | NQ       | NQ       | NQ     | NQ      |
| 4 × 100 m dowolnym | Vibeke Møller Agnete Olsen Hedevig Rasmussen Karen Maud Rasmussen | N/A        | N/A        | N/A      | N/A      | 5:42,4 | 4.      |

### Skoki do wody
Mężczyźni
| Konkurencja              | Zawodnik            | Eliminacje | Eliminacje | Finał | Finał   |
| Konkurencja              | Zawodnik            | Wynik      | Pozycja    | Wynik | Pozycja |
| ------------------------ | ------------------- | ---------- | ---------- | ----- | ------- |
| wieża 10 m               | Sven Palle Sørensen | 125        | 7.         | NQ    | NQ      |
| wieża 10 m               | Volmer Otzen        | 137        | 4.         | NQ    | NQ      |
| wieża 10 m               | Herold Jansson      | 141        | 5.         | NQ    | NQ      |
| skoki standard i dowolne | Sven Palle Sørensen | 400        | 3.         | 404,6 | 7.      |

Kobiety
| Konkurencja | Zawodnik      | Eliminacje | Eliminacje | Finał | Finał   |
| Konkurencja | Zawodnik      | Wynik      | Pozycja    | Wynik | Pozycja |
| ----------- | ------------- | ---------- | ---------- | ----- | ------- |
| wieża 10 m  | Edith Nielsen | 128        | 3.         | 157   | 4.      |

### Strzelectwo
| Konkurencja                            | Zawodnik                                                                              | Finał | Finał   |
| Konkurencja                            | Zawodnik                                                                              | Wynik | Pozycja |
| -------------------------------------- | ------------------------------------------------------------------------------------- | ----- | ------- |
| karabin małokalibrowy stojąc 50 m      | Erik Sætter-Lassen                                                                    | 393   | 4.      |
| karabin małokalibrowy stojąc 50 m      | Anders Peter Nielsen                                                                  | 393   | 4.      |
| karabin małokalibrowy stojąc 50 m      | Arne Nielsen                                                                          | 389   | 12.     |
| karabin małokalibrowy stojąc 50 m      | Lars Jørgen Madsen                                                                    | 386   | 24.     |
| karabin wojskowy 600 m leżąc           | Niels Larsen                                                                          | 93    | brąz    |
| karabin wojskowy 600 m leżąc           | Lars Jørgen Madsen                                                                    | 82    | 24.     |
| karabin wojskowy 600 m leżąc           | Erik Sætter-Lassen                                                                    | 75    | 46.     |
| karabin wojskowy 600 m leżąc           | Anders Peter Nielsen                                                                  | 82    | 24.     |
| karabin wojskowy leżąc 600 m drużynowo | Niels Larsen Lars Jørgen Madsen Anders Peter Nielsen Erik Sætter-Lassen Peter Geltzer | 626   | 6.      |
| trap indywidualnie                     | Hans Jacobsen                                                                         | b.d   | b.d     |

### Szermierka
| Konkurencja          | Zawodnik                                                            | 1 runda | 1 runda | 2 runda                                                                        | 2 runda | Ćwierćfinał | Ćwierćfinał | Półfinały | Półfinały | Finał | Finał     | Pozycja |
| Konkurencja          | Zawodnik                                                            | Przeciwnik | Wynik   | Przeciwnik                                                                     | Wynik   | Przeciwnik | Wynik       | Przeciwnik | Wynik     | Przeciwnik | Wynik     | Pozycja |
| -------------------- | ------------------------------------------------------------------- | --- | ------- | ------------------------------------------------------------------------------ | ------- | --- | ----------- | --- | --------- | --- | --------- | ------- |
| szpada indywidualnie | Peter Ryefelt                                                       | Sigurd Akre Rui Mayer Willem Noronha Wenceslao Paunero Gaston Cornereau Arthur Lyon Robert Montgomerie Jan Tille                                      |         | N/A                                                                            | N/A     | Ramón Fonst Carl Gripenstedt Henri Jacquet George Breed Léon Tom Gaston Cornereau Rui Mayer Wouter Brouwer Pedro Nazar                             |             | Virgilio Mantegazza Paul Anspach Armand Massard Ernest Gevers Georges Buchard Allan Milner Charles Biscoe Eugene Empeyta Ramón Fonst Domingo García Carl Gripenstedt |           | Charles Delporte Roger Ducret Nils Hellsten Gaston Cornereau Armand Massard Virgilio Mantegazza Paul Anspach Léon Tom Georges Buchard Renzo Compagna Ernest Gevers |           | 9.      |
| szpada indywidualnie | Ivan Osiier                                                         | Armand Massard Allan Milner Eugène Empeyta Martin Holt Luis Lucchetti Ramíro Mañalich Salvador Quesada Santos Ferreira                                |         | N/A                                                                            | N/A     | George Calnan Domingo Garcia Raoul Heide Luis Lucchetti Roger Ducret Charles Delporte Gustaf Lindblom Krikor Agathon Frederico Paredes Martin Holt |             | Renzo Compagna Léon Tom Charles Delporte Roger Ducret Nils Hellsten Mário de Noronha Raoul Heide Luis Lucchetti Henri Jacquet Gaston Cornereau Frédéric Fitting      |           | NQ | NQ        | NQ      |
| szpada indywidualnie | Viggo Stilling-Andersen                                             | George Calnan Gustaf Lindblom Konstandinos Nikolopulos Joseph Misrahi Frederico Paredes Pieter von Boven Ernest Gevers Johan Falkenberg Carlos Miguel |         | N/A                                                                            | N/A     | NQ | NQ          | NQ | NQ        | NQ | NQ        | NQ      |
| szpada indywidualnie | Jens Berthelsen                                                     | Domingo García Ramón Fonst Raoul Heide Henri Jacquet Bror Lagercrantz Jan de Beaufort Georges Buchard Francisco Bollini António de Castro             |         | N/A                                                                            | N/A     | NQ | NQ          | NQ | NQ        | NQ | NQ        | NQ      |
| szpada drużynowo     | Jens Berthelsen Ivan Osiier Peter Ryefelt Viggo Stilling-Andersen   | Portugalia · Holandia · Urugwaj | P W P   | N/A                                                                            | N/A     | NQ | NQ          | NQ | NQ        | NQ | NQ        | NQ      |
| floret indywidualnie | Ivan Osiier                                                         | Domingo Mendy Balthasar De Beukelaer Thomas Jeter | W - W   | Edgar Seligman Kurt Ettinger Frédéric Fitting Adrianus de Jong Santiago García | P W     | Edgar Seligman Roger Ducret George Calnan Charles Crahay Manuel Queiróz                                                                            | P W P       | Roger Ducret Maurice Van Damme Roberto Larraz Juan Delgado Kurt Ettinger                                                                                             | W P W     | Roger Ducret Philippe Cattiau Maurice Van Damme Jacques Coutrot Roberto Larraz Balthasar De Beukelaer Edgar Seligman                                               | p P W     | 6.      |
| floret indywidualnie | Jens Berthelsen                                                     | Paul Kunze Santiago García | W       | Philippe Cattiau Domingo Mendy Émile Dufranc Burke Boyce                       | P W     | Philippe Cattiau Roberto Larraz Balthasar De Beukelaer Frithjof Lorentzen Domingo Mendy                                                            | P W p P     | NQ | NQ        | NQ | NQ        | NQ      |
| floret indywidualnie | Svend Aage Munck                                                    | Pedro Mendy Kurt Ettinger John Albaret Konrad Winkler                                                                                                 | P W     | NQ                                                                             | NQ      | NQ | NQ          | NQ | NQ        | NQ | NQ        | NQ      |
| floret indywidualnie | Erik Sjøqvist                                                       | Edgar Seligman George Calnan Adrianus de Jong Félix de Pomés                                                                                          | P W     | NQ                                                                             | NQ      | NQ | NQ          | NQ | NQ        | NQ | NQ        | NQ      |
| floret drużynowo     | Jens Berthelsen Svend Munck Ivan Osiier Erik Sjøqvist               | Szwajcaria |         | N/A                                                                            | N/A     | Francja · Stany Zjednoczone | P W         | Włochy · Belgia | P         | NQ | NQ        | NQ      |
| szabla indywidualnie | Ivan Osiier                                                         | N/A | N/A     | N/A                                                                            | N/A     | Roger Ducret Robin Dalglish Zoltán Schenker Jan van der Wiel Chauncey McPherson Manuel Toledo                                                      | P W P W     | Bino Bini János Garay Georges Conraux Ödön Tersztyánszky Carmelo Merlo Jules Maés Conrado Rolando Pedro Mendy Edgar Seligman                                         | P W -     | Sándor Pósta Roger Ducret János Garay Zoltán Schenker Adrianus de Jong Georges Conraux Horacio Casco Oreste Puliti Marcello Bertinetti Bino Bini Giulio Sarrocchi  | W P W P - | 6.      |
| szabla indywidualnie | Svend Aage Munck                                                    | N/A | N/A     | N/A                                                                            | N/A     | Horacio Casco Jules Maés Conrado Rolando Bino Bini Cornelis Ekkart Ernest Gignoux                                                                  | P           | NQ | NQ        | NQ | NQ        | NQ      |
| szabla indywidualnie | Jens Berthelsen                                                     | N/A | N/A     | N/A                                                                            | N/A     | Héctor Belo Sándor Pósta Georges Conraux Raúl Sola Cecil Kershaw Charles Acke                                                                      | P W         | NQ | NQ        | NQ | NQ        | NQ      |
| szabla drużynowo     | Jens Berthelsen Ejnar Levison Svend Munck Ivan Osiier Peter Ryefelt | Węgry · Wielka Brytania | W       | N/A                                                                            | N/A     | Francja · Czechy | P           | NQ | NQ        | NQ | NQ        | NQ      |

Kobiety
| Konkurencja          | Zawodnik        | Ćwierćfinał                                                                                   | Ćwierćfinał | Półfinały                                                              | Półfinały | Finał                                                                   | Finał | Pozycja |
| Konkurencja          | Zawodnik        | Przeciwnik                                                                                    | Wynik       | Przeciwnik                                                             | Wynik     | Przeciwnik                                                              | Wynik | Pozycja |
| -------------------- | --------------- | --------------------------------------------------------------------------------------------- | ----------- | ---------------------------------------------------------------------- | --------- | ----------------------------------------------------------------------- | ----- | ------- |
| floret indywidualnie | Ellen Osiier    | Gladys Davies Elsa Hellquist Emma Fitting Johanna Stokhuyzen-de Jong Yvonne Conte Irma Hopper | W           | Muriel Freeman Yutta Barding Hanna Olsen Gladys Daniell Fernande Tassy | W         | Gladys Davies Grete Heckscher Muriel Freeman Yutta Barding Gizella Tary | W     | złoto   |
| floret indywidualnie | Grete Heckscher | S. Bonnard Fernande Tassy Gizella Tary Adelaide Gehrig Alice Walker                           | W           | Gladys Davies Gizella Tary Lucienne Prost Emma Fitting Ellen Hamilton  | P W       | Ellen Osiier Gladys Davies Muriel Freeman Yutta Barding Gizella Tary    | p W   | brąz    |
| floret indywidualnie | Yutta Barding   | Gladys Daniell Ellen Hamilton Michele Bory Johanna de Boer Wanda Dubieńska                    | P W P W     | Ellen Osiier Muriel Freeman Hanna Olsen Gladys Daniell Fernande Tassy  | P W P     | Ellen Osiier Gladys Davies Grete Heckscher Muriel Freeman Gizella Tary  | P W   | 5.      |
| floret indywidualnie | Ingeborg Buhl   | Lucienne Prost Muriel Freeman Hanna Olsen Judith Morgenthaler Adriana Admiraal-Meijerink      | P W P W     | NQ                                                                     | NQ        | NQ                                                                      | NQ    | NQ      |

### Tenis ziemny
| Konkurencja | Zawodnik                     | 1 runda                                             | 2 runda                                    | 3 runda                                                   | 4 runda          | Ćwierćfinały     | Półfinały        | Finał            | Miejsce |
| Konkurencja | Zawodnik                     | Przeciwnik Wynik                                    | Przeciwnik Wynik                           | Przeciwnik Wynik                                          | Przeciwnik Wynik | Przeciwnik Wynik | Przeciwnik Wynik | Przeciwnik Wynik | Miejsce |
| ----------- | ---------------------------- | --------------------------------------------------- | ------------------------------------------ | --------------------------------------------------------- | ---------------- | ---------------- | ---------------- | ---------------- | ------- |
| Singiel (m) | Einer Ulrich                 | bye                                                 | Hendrik Timmer P 2:3 (3:6,6:2,6:1,2:6,3:6) | NQ                                                        | NQ               | NQ               | NQ               | NQ               | 33.     |
| Singiel (m) | Erik Tegner                  | Aurél von Kelemen W 3:0 (6:4,6:1,6:1)               | Jack Nielsen P 1:3 (7:5,4:6,4:6,7:9)       | NQ                                                        | NQ               | NQ               | NQ               | NQ               | 33.     |
| Singiel (m) | Einar Bache                  | Mariano Lozano W 3:1 (2:6,8:6,9:7,6:4)              | James Bayley P 0:3 (2:6,1:6,2:6)           | NQ                                                        | NQ               | NQ               | NQ               | NQ               | 33.     |
| Singiel (m) | Bjørn Thalbitzer             | bye                                                 | Max Woosnam P 0:3 (1:6,1:6,2:6)            | NQ                                                        | NQ               | NQ               | NQ               | NQ               | 33.     |
| debel (m)   | Erik Tegner Einer Ulrich     | Sydney Jacob Mohammed Sleem W 3:1 (6:3,6:4,4:6,6:4) | Pablo Debran Hanns Syz W 3:0 (6:0,6:0,6:1) | Richard N. Williams Watson Washburn P 0:3 (4:6,4:6,10:12) | N/A              | NQ               | NQ               | NQ               | 9.      |
| debel (m)   | Einar Bache Bjørn Thalbitzer | Takeichi Harada Sunao Okamoto P 0:3 (0:6,0:6,1:6)   | NQ                                         | NQ                                                        | N/A              | NQ               | NQ               | NQ               | 29.     |
| singiel (k) | Elsebeth Brehm               | Rosetta Gagliardi P 0:2 (0:6,2:6)                   | NQ                                         | NQ                                                        | N/A              | NQ               | NQ               | NQ               | 28.     |
| mikst       | Elsebeth Brehm Erik Tegner   | Anne de Borman Stéphane Halot P 0:2 (2:6,4:6)       | NQ                                         | N/A                                                       | N/A              | NQ               | NQ               | NQ               | 15.     |

### Zapasy
| Konkurencja                   | Zawodnik              | Runda pierwsza        | Runda druga         | Runda trzecia      | Runda czwarta          | Runda piąta         | Runda szósta     | Runda siódma     | Runda finałowa   | Pozycja |
| Konkurencja                   | Zawodnik              | Przeciwnik Wynik      | Przeciwnik Wynik    | Przeciwnik Wynik   | Przeciwnik Wynik       | Przeciwnik Wynik    | Przeciwnik Wynik | Przeciwnik Wynik | Przeciwnik Wynik | Pozycja |
| ----------------------------- | --------------------- | --------------------- | ------------------- | ------------------ | ---------------------- | ------------------- | ---------------- | ---------------- | ---------------- | ------- |
| styl klasyczny waga piórkowa  | Herman Andersen       | Henri Dierickx p      | Sven Martinsen p    | NQ                 | NQ                     | NQ                  | NQ               | N/A              | N/A              | N/A     |
| styl klasyczny waga piórkowa  | Georg Gundersen       | Jan Bozděch W         | Adolf Herschmann p  | Bye                | NQ                     | NQ                  | NQ               | N/A              | N/A              | N/A     |
| styl klasyczny waga piórkowa  | Peter Eriksen         | Aleksanteri Toivola p | Jānis Rudzītis W    | Kalle Anttila p    | NQ                     | NQ                  | NQ               | NQ               | NQ               | NQ      |
| styl klasyczny waga piórkowa  | Aage Torgensen        | Kalle Anttila p       | Gerolamo Quaglia W  | Osvald Käpp W      | Aleksanteri Toivola p  | NQ                  | NQ               | NQ               | NQ               | NQ      |
| styl klasyczny waga lekka     | Holger Askehave       | Alfred Praks p        | Wasilios Pawlidis W | Leon Rękawek W     | Oskari Friman p        | NQ                  | NQ               | N/A              | N/A              | N/A     |
| styl klasyczny waga lekka     | Charles Frisenfeldt   | Erling Michelsen W    | Carl Coerse W       | Francisco Solé W   | František Kratochvíl p | Lajos Keresztes p   | NQ               | N/A              | N/A              | N/A     |
| styl klasyczny waga średnia   | Robert Christoffersen | Joseph Dumont W       | Kārlis Vilciņš W    | Carl Nilsson p     | Jan Reinderman W       | Edvard Westerlund p | NQ               | NQ               | N/A              | N/A     |
| styl klasyczny waga półciężka | Axel Tetens           | František Tázler p    | Franz Sax W         | Calle Westergren p | NQ                     | NQ                  | NQ               | NQ               | N/A              | N/A     |
| styl klasyczny waga półciężka | Svend Nielsen         | Jan Muijs W           | Arnolds Baumanis W  | Rudolf Svensson p  | BYE                    | NQ                  | NQ               | NQ               | N/A              | N/A     |
| styl klasyczny waga ciężka    | Emil Larsen           | Jānis Polis W         | Rajmund Badó p      | Johan Salila W     | Léon Pottier W         | Edil Rosenqvist p   | NQ               | N/A              |                  |         |
| styl klasyczny waga ciężka    | Poul Hansen           | Henri Deglane p       | Jan Sint W          | Ernst Nilsson p    | NQ                     | NQ                  | NQ               | N/A              |                  |         |

| Konkurencja               | Zawodnik              | 1/8 finału         | Ćwierćfinał      | Półfinał          | Finał            | Miejsce |
| Konkurencja               | Zawodnik              | Przeciwnik Wynik   | Przeciwnik Wynik | Przeciwnik Wynik  | Przeciwnik Wynik | Miejsce |
| ------------------------- | --------------------- | ------------------ | ---------------- | ----------------- | ---------------- | ------- |
| styl wolny waga piórkowa  | Aage Torgensen        | George MacKenzie W | Chester Newton p | Sigfrid Hansson p | NQ               | NQ      |
| styl wolny waga lekka     | Peter Eriksen         | Volmar Wikström p  | NQ               | Arvo Haavisto p   | NQ               | NQ      |
| styl wolny waga średnia   | Robert Christoffersen | Fritz Hagmann p    | NQ               | Johan Penttilä p  | NQ               | NQ      |
| styl wolny waga średnia   | Svend Nielsen         | Herschel Smith p   | NQ               | NQ                | NQ               | NQ      |
| styl wolny waga półciężka | Poul Hansen           | Fritz Roth p       | NQ               | NQ                | NQ               | NQ      |

### Żeglarstwo
| Zawodnik                                 | Konkurencja        | Eliminacje       | Eliminacje        | Eliminacje         | Półfinały        | Półfinały         | Punkty | Finałowa pozycja |
| Zawodnik                                 | Konkurencja        | Wyścig I miejsce | Wyścig II miejsce | Wyścig III miejsce | Wyścig I miejsce | Wyścig II miejsce | Punkty | Finałowa pozycja |
| ---------------------------------------- | ------------------ | ---------------- | ----------------- | ------------------ | ---------------- | ----------------- | ------ | ---------------- |
| Aage Pedersen                            | monotyp olimpijski | DNF              | 7.                | N/A                | NQ               | NQ                | NQ     | 9.               |
| Vilhelm Vett Knud Degn Christian Nielsen | klasa 6 metrów     | 1.               | 2.                | DNF                | 3.               | 2.                | 5      | srebro           |